# Valeriana
- Commons
- Wikispecies

Valeriana L. é nome de um gênero de plantas herbáceas perenes da família das valerianáceas, nativas da Europa e do norte da Ásia — porém amplamente distribuídas pelo planeta, portanto encontradas também nas Américas. Inclui mais de 200 espécies.
Suas flores são brancas ou róseas, e seus frutos, aquênios (diminutos, secos, indeiscentes, providos de uma só semente, que se acha inteiramente livre dentro do pericarpo fino), são realmente pequeníssimos.
O seu nome tem origem no latim, valere, significa bom para a saúde.
Chama-se valeriana, por extensão, qualquer espécie desse gênero, como, por exemplo, a valeriana-comum, ou, simplesmente, valeriana, Valeriana officinalis, com inflorescências perfumadas e raízes grossas com odor característico e forte, das quais, adequadamente tratadas (maceradas, trituradas, dessecadas e acondicionadas), se preparam medicamentos fitoterapêuticos de efeito ansiolítico, tranquilizante e até anticonvulsivante, classicamente utilizados em medicina, por conterem drogas ou princípios ativos que lhes conferem tais propriedades.

## Espécies
- Valeriana acutiloba
- Valeriana arburua
- Valeriana arizonica
- Valeriana buxifolia
- Valeriana californica
- Valeriana capitata
- Valeriana carnosa
- Valeriana celtica
- Valeriana columbiana
- Valeriana dioica
- Valeriana edulis
- Valeriana occidentalis
- Valeriana officinalis
- Valeriana pauciflora
- Valeriana scandens
- Valeriana scouleri
- Valeriana septentrionalis
- Valeriana sitchensis
- Valeriana sorbifolia
- Valeriana texana
- Valeriana tiliifolia
- Valeriana tripteris
- Lista completa

## Classificação do gênero
| Sistema | Classificação                     | Referência               |
| ------- | --------------------------------- | ------------------------ |
| Linné   | Classe Triandria, ordem Monogynia | Species plantarum (1753) |

## Efeitos Medicinais
O consumo de Valeriana officinalis é usado e indicado para tratar casos de insônia, ansiedade e estresse. Em suas raízes foi comprovado por meio de estudos que possuí efeito sonífero, calmante e relaxante, sendo encontrada para venda em farmácias em dosagens concentradas, ou também em casas de produtos naturais em forma de chá.
Leathwood et al, num estudo duplo cego, crossover verificou que a valeriana melhorou a qualidade do sono em comparação com o placebo. Num estudo de 128 participantes a tomar 400 mg de extrato de valeriana ou placebo, foi observada uma melhoria na latência do sono e na qualidade do sono do grupo que tomou valeriana.